# Negar Assari-Samimi
Negar Assari-Samimi (en persan : نگار اثارى) est une artiste iranienne conceptuelle humaniste, exerçant son art sur plusieurs supports y compris modernes: sculpture, dessin, peinture, photographie, et graphisme informatique, ayant pour thèmes principaux la religion, la paix, et la sauvegarde de l'environnement. De renommée internationale, elle expose essentiellement aux États-Unis et en Europe.
Diplômée du Collège d'Art et Architecture de Téhéran, Iran, en 1993, elle concentrait ses études sur la communication visuelle à visée éducative, au cours desquelles elle soutient une thèse concernant l'utilisation du support graphique à propos de l'éducation du public sur les risques environnementaux. Elle complète par la suite son cursus universitaire aux États-Unis à Fairfax, où elle complète un masters d'art et technologies informatives visuelles.